# Phasianini
Phasianini – plemię ptaków z podrodziny bażantów (Phasianinae) w rodzinie kurowatych (Phasianidae).

## Zasięg występowania
Plemię obejmuje gatunki występujące w Eurazji.

## Systematyka
Do plemienia należą następujące rodzaje:
- Perdix Brisson, 1760
- Syrmaticus Wagler, 1832
- Chrysolophus J.E. Gray, 1834
- Phasianus Linnaeus, 1758
- Catreus Cabanis, 1851 – jedynym przedstawicielem jest Catreus wallichii (Hardwicke, 1827) – bażant himalajski
- Crossoptilon Hodgson, 1838
- Lophura J. Fleming, 1822